# Betty Lalam
Pour les articles homonymes, voir Lalam.
Betty Lalam (née en 1980) est une enseignante ougandaise et ancienne personne enlevée de l'Armée de résistance du Seigneur. Elle est directrice du centre de formation des personnes affectées par la guerre de Gulu.

## Jeunesse et carrière
En 1994, alors que Betty Lalam a 14 ans, elle est enlevée par l'Armée de résistance du Seigneur (Lord's Resistance Army, un ancien mouvement insurrectionnel ougandais, à son domicile dans l'ancien sous-comté de Koro, situé dans le district d'Amuru, au nord de l'Ouganda.
La mère de Lalam n'est jamais arrivée le lendemain, car elle fait partie des personnes massacrées dans les maisons par les rebelles de l'Armée de résistance du Seigneur (LRA) le même jour. alors que son père, qui est d'abord contraint par les rebelles à porter de grandes casseroles de viande, est tué alors qu'elle se plaint d'être épuisée par le transport de poids aussi lourds, elle est ensuite témoin de nouveaux meurtres, de tortures, de viols et de toutes sortes d'atrocités. aux mains de la LRA. En 1995, Lalam a la chance de s'échapper de sa captivité lors d'une attaque de la LRA contre le centre commercial d'Atiak, dans le district d'Amuru. Elle déménage ensuite à Kampala pour rester avec sa sœur. Tout en cherchant quoi faire, Lalam commence à vendre de la bière locale, afin de pouvoir récolter suffisamment d'argent pour pouvoir payer une formation professionnelle en couture et en design. Des compétences qui lui ouvrent ensuite diverses portes d'opportunités.
Après le cursus, elle trouve un emploi au sein de la Gulu Support Children Organization (GUSCO), une organisation communautaire qui travaille avec World Vision pour réhabiliter les rapatriés de guerre et les anciens enfants soldats et leur fournir un soutien psychologique et social. En 2004, elle quitte son emploi et commence un difficile voyage visant à créer la vie de femmes et de filles revenues de captivité, et elle commence juste devant sa maison de location avec cinq filles qu'elle forme gratuitement, à l'aide d'une machine à coudre. Avec le temps, les chiffres continuent à augmenter.
En 2006, Lalam signe un contrat avec World Vision pour former plus de 60 femmes et filles revenues de captivité. Elle utilise l'argent gagné grâce au contrat de World Vision pour acheter un terrain qui devient une maison pour le centre de formation affecté par la guerre de Gulu.
En 2008, le rêve de Lalam devient réalité lorsque l'ambassadeur sud-africain en Ouganda, Thanduyise Henry Chiliza, s'engage à construire un centre de formation avec la société sud-africaine Eskom. En conséquence, des salles de classe, des dortoirs et un laboratoire informatique sont construits. En 2010, le centre de formation des victimes de la guerre de Gulu est officiellement ouvert et depuis lors, ce centre diplôme 4 300 étudiants dans divers cours professionnels en mécanique, coiffure, couture, restauration et gestion d'entreprise,.

## Reconnaissance
Elle est reconnue comme l'une des 100 femmes de la BBC en 2014.